# Ru Stave
Le Ru Stave ou Rustave est un ruisseau de Belgique, affluent de l'Eau Rouge faisant partie du bassin versant de la Meuse. Long d'environ 6 kilomètres, il coule sur le territoire communal de Malmedy puis de Stavelot en province de Liège.

## Parcours
Ce petit ruisseau ardennais prend sa source au nord du village de Burnenville et à 1 km du circuit de Spa-Francorchamps à une altitude de 468 m. Ensuite, il traverse le village de Burnenville du nord au sud (étangs) puis s'oriente définitivement vers l'ouest en étant un moment parallèle et assez proche de la Warche sans jamais la rejoindre. Serpentant à travers les prairies, le cours d'eau longe les hameaux de Masta puis de Cheneux, passe sous la route nationale 68 Stavelot-Malmedy pour immédiatement se jeter dans l'Eau Rouge (en rive gauche) à l'est de Stavelot et à une altitude de 294 m.